# Berling
Berling é uma comuna francesa na região administrativa de Grande Leste, no departamento de Moselle. Estende-se por uma área de 3,15 km². Em 2010 a comuna tinha 269 habitantes (densidade: 85,4 hab./km²).